# فيل كورتيس
فيل كورتيس (بالإنجليزية: Phil Curtis)‏ هو موسيقي بريطاني، ولد في 31 مارس 1951، وتوفي في 14 مارس 2018.